# 鈴木悦
鈴木悦（すずき えつ、1886年10月17日 - 1933年9月11日）は、著作家・記者・労働運動の指導者・大学講師。
レフ・トルストイの『戦争と平和』の全訳やカナダでの労働組合運動で知られる（後述）。

## 略歴
- 1886年（明治19年） - 愛知県渥美郡老津村に生まれる[1]。
- 1900年（明治33年） - 老津小学校を修了[1]。
- 1901年（明治34年） - 成城中学校に入学[1]。
- 1906年（明治39年） - 東京外語大学仏文科から早稲田大学英文科へ移る[1]。
- 1907年（明治40年） - 彦坂かねと結婚[1]。彼女との間に4人の男女が生まれたが、全て早世した[1]。
- 1910年（明治43年） - 早稲田大学英文科を卒業し、萬朝報に入社[1]。
- 1914年（大正3年） - 萬朝報を退社[1]。植竹書院入社[1]。
- 1917年（大正6年） - 「戦争と平和」全訳本出版[1]。
- 1918年（大正7年） - カナダへ渡り大陸日報の主筆になる[1]。また、同年田村俊子もカナダへ渡る[1]。
- 1920年（大正9年） - カナダ日本人労働組合を結成する[1]。
- 1922年（大正11年） - 正式に彦坂かねと離婚[1]。
- 1923年（大正12年） - 鈴木悦と田村俊子、正式に結婚[1]。
- 1932年（昭和7年） - 健康に不安をおぼえて、帰国。田村は現地に残った[1]。
- 1933年（昭和8年） - 上智大学ならびに明治大学の新聞学科の講師になった[1]。同年9月、豊橋にて死去[1]。
- 1936年（昭和11年） - 田村俊子、帰国[1]。

## 文学碑

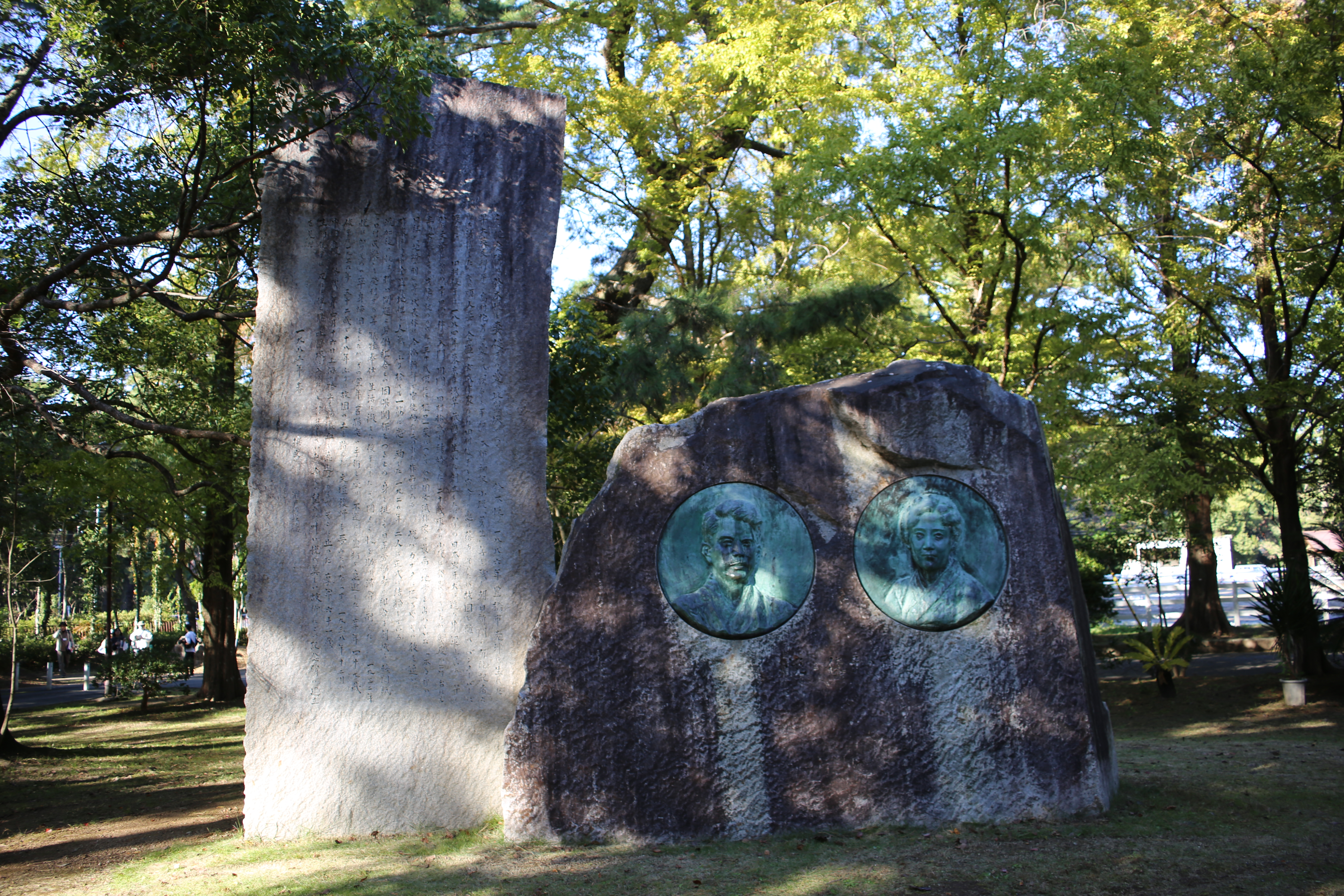
鈴木・田村の記念碑（高師緑地、2016年11月）

鈴木と田村の文学碑が、豊橋市高師緑地の駐車場の西側にある。二人の顔のレリーフと瀬戸内寂聴の撰文が組み合わされており、高さは約5メートルである。